# Dacznoje
Dacznoje (ros. Да́чное) – nieistniejąca stacja linii Kirowsko-Wyborskiej, znajdującego się w Petersburgu systemu metra. Działała w latach 1966-1977.

## Charakterystyka
Stacja Dacznoje została otwarta 1 czerwca 1966 roku i była to zwykła naziemna stacja kolejowa. Autorką projektu architektonicznego była: K. N. Afonskaja (К. Н. Афонская). Po oddaniu do użytku pierwszych stacji leningradzkiego metra w latach pięćdziesiątych XX wieku, szybko zdano sobie sprawę z potrzeby przedłużenia metra na południe, w stronę wielkich osiedli mieszkaniowych. Sowieckie władze miasta, by szybko rozwiązać ten problem, postanowiły więc uczynić to w sposób prowizoryczny, w ten sposób zadecydowano o wzniesieniu tymczasowego dworca kolejowego. Była to wówczas jedyna naziemna stacja metra w mieście. Dysponowała zaledwie jednym peronem, a do tego była swoistym ślepym zaułkiem, składy pociągów przyjeżdżały tu i nawracały, gdyż tory kolejowe nie prowadziły nigdzie dalej. Wraz z ukończeniem rozbudowy metra w kierunku południowym i oddaniu do użytku dwóch nowych stacji (Leninskiego prospiektu i Prospiektu Wietieranow), zdecydowano o likwidacji Dacznoje. Została ona zamknięta 5 października 1977 roku o godzinie 13:00.
Po jej likwidacji tory i wszystkie elementy obsługi metra zostały rozebrane. Peron został zamurowany i połączony z budynkiem dworcowym, a w jego wnętrzu znalazła siedzibę jednostka milicji drogowej. Pozostałością po stacji jest uwzględnianie jej nazwy jako przystanku tramwajowego linii 18-a. Stacja Dacznoje pojawiła się też w kilku sowieckich filmach produkcji Lenfilmu, których akcja rozgrywała się w ówczesnym Leningradzie. Jej nazwa przetrwała w nazwie pobliskiej zajezdni TCz-2.